# Локателли, Франческо Мария
Франческо Мария Локателли (итал. Francesco Maria Locatelli; 22 февраля 1727, Чезена, Папская область — 13 февраля 1811, Сполето, Папская область) — итальянский куриальный кардинал. Епископ Сполето с 1 июня 1772 по 13 февраля 1811. 
Кардинал in pectore с 23 февраля 1801 по 17 января 1803. 
Кардинал-священник с 17 января 1803, с титулом церкви Санта-Мария-ин-Арачели с 28 марта 1803 по 13 февраля 1811.